# Александр Анатольевич
Алекса́ндр Анато́льевич (полное имя Александр Анатольевич Белоногов; род. 10 марта 1964, Красноярск) — российский теле- и радиоведущий, широко известный как виджей MTV Россия.

## Начало жизни и образование
Родился 10 марта 1964 года в Красноярске. В 1980 году окончил музыкальную школу в Москве по классу классической гитары.
В 1980 году поступил на фармацевтический факультет в Первый Московский медицинский институт им. И. М. Сеченова. Окончил в 1985 году с присвоением квалификации «провизор» по специальности «фармация».

## Карьера

### Начало
С 1985 по 1987 годы работал по распределению в аптеке в клинической больнице.
С 1987 по 1990 год — референт-переводчик Всесоюзного информбюро при Министерстве здравоохранения РФ.
Затем были совершенно различные виды деятельности: предприниматель в области фармации, референт-переводчик в иностранных компаниях, матрос на морском флоте, тренер по общей физической подготовке и многие другие.

### Медиа
В начале 1990-х годов Александр стал работать диджеем на «Радио Рокс», потом долгое время работал диджеем на радио «Хит FM».
В 1996 году пришёл на телеканал BIZ-TV (предшественник МТV), где 3 апреля 1996 года впервые вышла программа «News Блок», созданная по его проекту. Программа несколько раз меняла канал выхода, однако ведущим и продюсером оставался Александр Анатольевич. Именно эта программа сделала Александра популярным.
Параллельно, с первых эфиров, с мая 1996 по февраль 1998 года работал на Муз-ТВ.
Также в разные годы вёл программы «Доступ к телу», «Страшная месть», «IDентификация», «20-ка самых-самых», «Полный контакт», «MTV Top-20», «Мировой чарт», а также прямые эфиры церемоний MTV VMA и EMA.
К концу 2000-х годов Александр Анатольевич оставался единственным ведущим из первого состава виджеев MTV Россия, продолжившим работу на телеканале. «Анатолич», как и Тутта Ларсен, являлся лицом MTV, первым виджеем на российском телевидении. За последние 20 лет Александр поучаствовал в огромном количестве музыкальных проектов в эфире различных крупнейших телеканалов и радиостанций страны.
В 2004 году вёл «Фабрику звёзд-5» («Первый канал»).
В 2006 году вёл реалити-шоу «Красавицы и умники» на «РЕН ТВ».
В 2014 году вёл второй сезон музыкального шоу «Хит» на телеканале «Россия-1».
С 2014 по 2020 год в эфире радио Megapolis 89.5 FM был участником программ Menzo DJ’s Radio Show и «Даёшь ЗОЖ!».
В феврале 2019 года вернулся на обновлённый телеканал MTV Россия, где вёл свою программу «NETLENKA».
С 4 августа 2019 года — ведущий программы «Шоу-бизнес» на радиостанции «Комсомольская правда». Там же с 7 мая 2022 года и по настоящее время — ведущий программы «Настоящий хит-парад» (совместно с Михаилом Антоновым и Александром Нуждиным).
С 2023 года - в проекте «Подкаст. Лаб» — соведущий выпусков программы «20 лет спустя» вместе с Константином Михайловым.
С 2024 года является одним из ведущих программы «Модный приговор» на Первом канале.

### Роли в кино и сериалах
- 2005 — Зови меня Джинн — камео[2]
- 2009 — Москва. Ру, Жан (реж. А. Комаров)[2]
- 2009 — Третье желание — Герман[2]
- 2011 — Ты и я — Макс, продюсер t.A.T.u.[2]
- 2014 — Анжелика[4] — Вячеслав, продюсер
- Сериал «Клуб» на MTV Россия

### Прочее
Был героем нескольких видеоклипов. Например, он снимался в клипе на песню «Лети за облака» певицы Светы, в клипе на песню «Модный танец Арам Зам Зам» группы «Дискотека Авария» и в клипе «Я люблю его» группы «Тутси».
Часто выступает как диджей в клубах столицы и многих городов страны, в том числе и в составе диджейской группировки Menzo DJ’s.
Является вокалистом в группе «JETLEG».
Преподавал с 2015 по 2022 в МИТРО — Московском Институте Телевидения и Радиовещания «Останкино», предмет «Мастерство телеведущего».
Преподаватель в Школе электронной музыки DJ Грува, предмет «Имидж и навыки публичных выступлений».
Преподаватель с 2022 в Институте бизнеса и дизайна (B&D), предмет «Публичные выступления».

## Личная жизнь
Отец — Анатолий Александрович Белоногов (1936) — военнослужащий запаса, офицер морской авиации.
Мать — Светлана Степановна Белоногова (1939) — врач, кандидат медицинских наук, преподаватель анатомии человека.
Бабушка — Антонина Андреевна — «человек театра», актриса.
Дедушка — Степан Степанович — инженер-строитель, железнодорожник, начальник крупного участка железной дороги в годы Великой Отечественной войны.
Сын — Ярослав Строганов (род. 1987). Выпускник Госудаственного Института Телевидения и Радиовещания (ГИТР), продюсерско-режиссёрского факультета. Работает на различных каналах российского телевидения, актёр озвучания; специализация - программы, сериалы, реклама. Также является бренд-голосом известных компаний. На MTV работал с 2000 по 2013: с 13 лет - курьером, а уже после обучения и стажировки - ведущим эфира под именем Ярослав Александрович (по примеру отца). В настоящее время выступает в клубах под псевдонимом DJ Yastrogiy. Вместе с отцом выступает в составе диджейской группировки Menzo DJ’s, которую и возглавляет.
Трижды женат.